# Martin Winkler (Moderator)
Martin Winkler (* 30. Oktober 1980 in Lindenfels) ist ein deutscher Sportjournalist und Fernsehmoderator.

## Beruflicher Werdegang

### Studium und DSF
Von 2002 bis 2007 absolvierte Winkler ein Studium der Sportwissenschaften an der Deutschen Sporthochschule in Köln mit dem Schwerpunkt Medien und Kommunikation. Währenddessen war er zwischen 2005 und 2007 als Freier Mitarbeiter in der Redaktion der Jugend-Sportzeitschrift Bravo Sport tätig. Nach seinem Studium begann er ein zweijähriges Volontariat beim Deutschen Sportfernsehen (DSF), wo er unter anderem als Reporter vor Ort bei der Fußball-Europameisterschaft 2008 in Österreich und der Schweiz sowie bei der U-21-Fußball-Europameisterschaft 2009 in Schweden im Einsatz war. Am 11. April 2010 benannte sich das DSF in Sport1 um und Winkler moderierte dort die Sendungen Bundesliga aktuell und Sport1 News.

### Sky Sport
Mit dem Start des ersten deutschen 24-Stunden-Sportnachrichtensenders Sky Sport News am 1. Dezember 2011 wechselte Winkler von Sport1 zum Bezahlfernsehsender Sky. Bevor auf Moderatoren-Teams mit wechselnder Besetzung umgestellt wurde, bildete er in der Anfangszeit ein fixes Moderationspaar mit Britta Hofmann und präsentierte Sportnachrichten aus aller Welt. Nach dem Wechsel ins Free-TV zum 1. Dezember 2016 umfasste das Programm neben den Sportnachrichten auch andere Formate und so moderierte er fortan auch Sendungen wie den Deadline Day, Transfer Update - Die Show sowie ab 2019 die Champions Corner. Seit 2018 wird er bei Sky Sport auch als Field Reporter in der Fußball-Bundesliga eingesetzt.

## Trivia
Seit 2019 ist Winkler auf seiner Social-Media-Seite thestoryisyou auch kreativ im Bereich Foto und Video tätig und veröffentlicht Aufnahmen von Sky-Kollegen wie etwa Britta Hofmann, Katharina Kleinfeldt, Marlen Neuenschwander oder Thomas Fleischmann.
Während der Corona-Krise 2020 präsentierte er auf der Instagram-Seite von Sky Sport das Format #KönigFussball, in dem er per Videochat mit den Moderatoren, Reportern und Experten Britta Hofmann, Peter Hardenacke, Dirk große Schlarmann, Erik Meijer, Thomas Fleischmann, Jesco von Eichmann, Wolff-Christoph Fuss und Torben Hoffmann ein einstündiges Quiz rund um das Thema Fußball veranstaltete. Ab dem 18. November 2020 lief das interaktive Fußballquiz dann auch parallel auf Sky Sport News im TV. Winklers Quizgegner bei der ersten Ausgabe war der deutsche Fußballnationalspieler Robin Gosens. 2021 folgten Jonas Hofmann, Keven Schlotterbeck und Lewis Holtby.
Bereits in den Jahren 2016 und 2017 hatte es mit #MixedZoneLive mit Britta Hofmann & Martin Winkler eine ähnliche Web-Show auf der Facebook-Seite von Sky Sport gegeben.